# Oberea infranigrescens
Oberea infranigrescens är en skalbaggsart som beskrevs av Stefan von Breuning 1947. Oberea infranigrescens ingår i släktet Oberea och familjen långhorningar. Inga underarter finns listade i Catalogue of Life.